# Aka Moon
Aka Moon ist eine belgische Fusionband, die 1992 entstand und deren Kern bis heute aus einem Trio besteht, das die Gründer Fabrizio Cassol, Michel Hatzigeorgiou und Stéphane Galland bilden. Die Gruppe führte zunächst vor allem Jazz, Rockmusik und Weltmusik zusammen.

## Geschichte
Der Saxophonist Fabrizio Cassol, der Bassist Michel Hatzigeorgiou und der Schlagzeuger Stéphane Galland spielten bereits zuvor in der Nasa Na Band mit Gitarrist Pierre Van Dormael. Sie gründeten die Band, nachdem sie in der Zentralafrikanischen Republik die musikalische Kultur der steinzeitlich lebenden Aka-Pygmäen studiert hatten. 1992 veröffentlichte das Trio, das sich nach diesen Pygmäen benannte, sein Debüt-Album, das stark von deren Musik beeinflusst war.
Auch die beiden nächsten Alben, die Anfang der 1990er Jahre veröffentlicht wurden (Rebirth und Live at Kaai), dokumentieren das ursprüngliche Trio. Mitte der 1990er Jahre zog die Band für ihre Alben Akasha Vol. 1 und Akasha Vol. 2 indische Musiker hinzu, die Flöte, Tabla und Mridangam spielten. Für das Album Ganesh kooperierte die Band mit dem Gitarristen Marc Ducret. Elohim präsentierte eine mehr elektrische Besetzung, mit Sänger David Linx und Keyboarder Benoît Delbecq. Live at Vooruit stellt Doudou N’Diaye Rose als Perkussionisten heraus.
In den späten 1990er Jahren produzierte die Gruppe die Trilogie Invisible Mother, Invisible Sun und Invisible Moon. Das Konzept basierte auf dem chinesischen I Ging. Invisible Mother spielt das Trio mit dem Ictus Ensemble ein. Invisible Sun entstand mit einer elfköpfigen Bigband. Invisible Moon stellt Umayalpuram K. Sivaraman und Benoît Delbecq heraus.
Das Album In Real Time (2001) entstand für die Ballettkompanie von Anne Teresa De Keersmaeker. Das Album Guitars (2002) wurde mit dem M-Base-Gitarristen David Gilmore, dem karnatischen Gitarristen Ramaswamy Prasanna und dem belgischen Gitarristen Pierre Van Dormael aufgenommen. An dem Album Amazir (2006) waren Magic Malik (Flöte, Gesang) und Fabian Fiorini (Klavier) beteiligt, an dem Album Culture Griot (2009) der malinesische Griot Baba Sissoko. Auf dem Album The Scarlatti Book (2015) wirkte wiederum der Pianist Fabian Fiorini als Gast mit; zu hören sind Kompositionen von Cassol, die auf Sonaten von Domenico Scarlatti aufbauen.

## Diskographie
- Aka Moon (Carbon 7, 1992)
- Nzomba (Carbon 7,1992)
- Rebirth (Carbon 7,1994)
- Akasha Vol. 1 (Carbon 7,1995)
- Akasha Vol. 2 (Carbon 7,1995)
- Ganesh (Carbon 7,1997)
- Elohim (Carbon 7,1997)
- Live at Vooruit (Carbon 7,1997)
- Live at the Kaai (Carbon 7,1999)
- Invisible Mother (Carbon 7,1999)
- Invisible Sun (Carbon 7,2000)
- In Real Time (Carbon 7,2001)
- Invisible Moon (Carbon 7,2001)
- Guitars (De Werf, 2002)
- Amazir (Cypres, 2006, mit Robin Eubanks)
- Culture Griot (Cypres, 2009)
- Unison (Carbon 7, 2012)
- The Scarlatti Book (Outhere, 2015)